# الإعلان الإسلامي (كتاب)
الإعلان الإسلامي هو كتاب ألفه علي عزت بيغوفيتش أول رئيس جمهورية للبوسنة والهرسك بعد انتهاء حرب البوسنة والهرسك.
نبذة الناشر:

## اقتباسات من الكتاب
- إن كثرة القوانين في مجتمع ما وتشعبها والتعقيدات التشريعية علامة مؤكدة على وجود شيء فاسد في هذا المجتمع، وفي هذا دعوة للتوقف عن إصدار مزيد من القوانين والبدء في تعليم الناس وتربيتهم
- إننا بإعلان الصحوة الإسلامية لا نبشر بعهدٍ من السلام والدعة بل نبشر بعهد من القلق والمعاناة. فهناك أشياء كثيرة تستدعي القضاء عليها. ولن تكون هذه أيام رفاهية، بل أيام احترام للذات. إن الأمة النائمة لا تستيقظ إلا تحت وقع الضربات. وكل من أراد الخير بمجتمعاتنا لن يحاول أن يجنبها الكد والمخاطر والصعاب
- المسلم بين خيارين لا ثالث لهما: إما أن يُغيّر العالم وإما أن يستسلم للتغيير
- المجتمع الإسلامي لا يُبنى ولا يتم إصلاحه بالقانون أو باسم القانون، ولكن باسم الله وعن طريق تعليم الإنسان المسلم وتربيته

## وصلات خارجية
- الإعلان الإسلامي
- الإعلان الإسلامي - جود ريدز
- آراء القراء حول كتاب الإعلان الإسلامي على موقع أبجد